# Gerontocracia
A gerontocracia (do grego geron, ou "o mais velho") é uma forma de poder oligárquico em que uma organização é governada por líderes que são significativamente mais velhos do que a maior parte da população adulta. Por vezes, aqueles que detêm o poder não ocupam formalmente as posições de liderança, mas dominam quem as ocupa. O mesmo que governo dos mais velhos, dos senadores de um conselho de anciãos. De acordo com a perspectiva weberiana, é uma forma de tradicionalismo, sem qualquer espécie de direcção administrativa. Baseia-se na crença de que os mais velhos conhecem melhor a tradição sagrada.
A força da gerontocracia é a estabilidade, apropriada para organizações baseadas em princípios que não variam com o tempo. Nas organizações que têm de lidar com mudanças rápidas, a gerontocracia pode, contudo, representar um entrave para uma liderança eficaz.
Segundo David Priestland, em seu livro "Uma Nova História do Poder - Comerciante, Guerreiro, Sábio", o regime soviético, em determinado período, pode ser considerado um sistema gerontocrático. Não, obviamente, no sentido aplicado à Antiguidade, mas, isso sim, num sentido mais moderno